# Šihabudin Suhravardi
Šihabudin Jahja ibn Habaš ibn Amirak Suhravardi (perzijski: شهاب الدین یحیی ابن حبش بن امیرک ابوالفتوح سهروردی), poznat kao Šejh Išrak (perzijski: شیخ اشراق Učitelj iluminacije), rođen je 1154. godine u Suhravardu, u blizini grada Zandžana u sjeverozapadnom djelu današnjeg Irana. Još kao dijete otišao je u Maragu i tamo slušao predavanja Madždudina Džilija. Kasnije odlazi u Isfahan, jedan od najvažnijih naučnih centara onoga doba, i u tom gradu nastavlja svoje studije do dvadesete godine života. U Isfahanu je svoje znanje usavršio kod Zahirudina Farsija. U tom razdoblju, Suhravardi je izučio tekstove i knjige peripatetičkih muslimanskih filozofa te potpuno predano slijedio osnove islamske peripatetičke filozofske škole.
Šihabudin Suhravardi je potpuno obnovio filozofsku misao u islamu. U njegovim djelima, islamska filozofija dobiva novo usmjerenje i kreće ka svom punom procvatu.

## Život[1]
Od kada je izučio tekstove i knjige peripatetičkih muslimanskih filozofa pa sve do svoje tridesete godine, Suhravardi neumorno putuje u različite dijelove islamskoga svijeta i susreće se s mnogim muslimanskim misticima: ti susreti, savjeti koje je čuo i njihova posebna ljubav prema duhovnom usavršavanju pomogli su mu u tome da se i sam pripremi za različita intuitivna iskustva. Pisao je o tome kako je mnogostruko sagledavao, okom srca, višnje realnosti iz inteligibilnih i imaginacijskih stupnjeva univerzuma. Zapravo, put u razne zemaljske krajolike podsticao je njegove duhovne pustolovine i davao mu snagu za odlučnije koračanje stazama gnostičkog usavršavanja.
Moć intuicije suočavala je Suhravardija s novim realnostima o kojima je marljivo razmišljao. Mnoga takva iskustva on nije pronalazio u knjigama muslimanskih peripatetičkih filozofa pa se kao Učitelj iluminacije počinje kolebati glede svojih tradicionalnih peripatetičkih usmjerenja. Možda najranije i najpresudnije iskustvo, prije pronalaženja novoga rješenja, u Suhravardijevom životu biva utemeljeno u jednom njegovom snu o kojemu on opširno govori u svojoj knjizi at-Talvihat. Suhravardi na nekoliko stranica tog dragocjenog štiva piše kako je bio obuzet dugim i iscrpljujućim razmišljanjima o istinskoj biti znanja i kako ga nikako nisu zadovoljavala relevantna objašnjenja u najznačajnijim knjigama iz toga doba. Jedne noći, u stanju koje je bilo slično snu, ugledao je „predvodnika mudrosti i Prvog učitelja” Aristotela, čije je lice blistalo a otmjenost očaravala. Dobio je priliku s njim nakratko razgovarati: na kraju razgovora, Aristotel je počeo hvaliti svoga učitelja „Platona božjeg” na način koji je Suhravardiju bio sasvim neočekivan. Zapanjen Aristotelovim riječima, Suhravardi ga je upitao: „A je li netko od muslimanskih filozofa dostigao njegov stupanj?” Aristotel mu je odgovorio odrično. Suhravardi je spomenuo nekoliko poznatih muslimanskih filozofa, a Aristotel je ostao i dalje pri svom stavu. Tijek razgovora nije se promijenio sve dok Suhravardi nije spomenuo istaknute muslimanske mistike Bajazida Bastamija, Sahla Tustarija i druge. U tom trenutku, Aristotelovo lice se ozarilo i on reče: „Upravo oni su istinski filozofi. Nisu se zadržavali na formalnom znanju, nego su prešli na znanje koje je prisutno, neposredno i intuitivno [...]”.
Potaknut tim tajnovitim razgovorom, nakon svih dugogodišnjih putovanja, Suhravardi utemeljuje novu iluminativnu filozofiju i počinje pisati svoja najutjecajnija filozofska djela.

## Djelo

### Filozofska djela[1]
Do kraja trideset i treće godine života, Učitelj iluminacije zaokružio je i upotpunio svoj grandiozni filozofski opus. Kao izvrstan poznavatelj islamske peripatetičke filozofije, izuzetno je jasno izložio i gdjekada izvrgao kritikama osnovne principe te filozofske škole u svojim knjigama: at-Talvihat (hrv. Obznane), al-Mukavamat (Opiranja) i al-Mutarahat (Razgovori). U tim knjigama, Suhravardi se pridržava filozofskih osnova islamske peripatetičke škole iako na nekim mjestima, u okviru spekulativnih diskusija, ukazuje na svoje iluminativne doktrine. No, u isto vrijeme dok je pisao al-Matarahat i al-Talvihat,  Suhravardi je sastavljao i svoje markantno životno djelo pod nazivom Hikmat al-išrak (Iluminativna filozofija). On je izuzetno dobro poznavao ograničenja i probleme peripatetičke filozofije i zato ta njegova knjiga predstavlja inovativno otkriće i rješenje koje je za Suhravardija osobito dragocjeno. On piše da učenja izložena u toj knjizi nije mogao pojmiti isključivo snagom razmišljanja, već da ih je iskusio u okrilju intuitivnih spoznaja koje je, kasnije, pojasnio u okvirima filozofskih demonstracija. To je put koji je bliži, uredniji, utemeljeniji i manje zamarajući od puta peripatetičara. U stvari, na tom putu Suhravardi se neposredno i intuitivno suočava s realnošću, zbog čega mu demonstrativna forma njegovih intuicija nije primarno značajna. On kaže: „Čak i kada, primjera radi, ne bih uzeo u obzir demonstraciju, ne bih nikako posumnjao u to.”

### Gnostička djela[1]
Osim spomenutih djela, Suhravardi je na arapskom i perzijskom jeziku pisao gnostičke poslanice, kao što su Logat-e muran (Jezik mrava)] i Safir-e simorg (Pjev feniksa). Za sobom je ostavio i nekoliko izvrsnih simboličko-hermeneutičkih filozofskih i gnostičkih spisa poput Avaz-e par-e Džabrail (Pjesma Gavrilova krila), Akl-e sorh (Crveni intelekt) i Kissa al-gurba al-garbijja (Priča o zapadnom otuđenju). U svojim knjigama i poslanicama Suhravardi je preporučio filozofsku tradiciju muslimanskih i istočnih učenjaka iako je živio samo trideset osam lunarnih lunarnih, odnosno trideset šest solarnih godina. Godine 1183. otišao je u Alep za vrijeme vladavine Zahirudina, sina poznatog Salahudina Ajubija. U tom se gradu isticao po svom izvanrednom znanju i posebnom pristupu razumijevanju islamskih učenja. No većinski kler nije prihvaćao njegova ezoterična tumačenja religije jer su se oni, uglavnom, zadržavali na marginalnim formama religijskih nauka. U nekoliko navrata, predstavnici klera su bezuspješno pokušali udaljiti vladara Zahirudina od Suhravardija, kojega je on svestrano poštovao i čiji je naučni rad u potpunosti podržavao. Međutim, predstavnici klera bili su odlučni u tome da se suprotstave Suhravardiju koji će, po njihovom uvjerenju, vladara Zahirudina „odvesti na stranputicu”. Zato su se obratili osobno Salahudinu Ajubiju i od njega tražili pomoć. Najzad, Salahudin izdaje naredbu da Učitelj iluminacije bude pogubljen. Njegova naredba izvršena je 1190. godine.

## Vanjske poveznice
- Encyclopædia Britannica: As-Suhrawardī (engl.)
- www.muslimphilosophy.com – životopis Šihabudina Suhravardija (engl.)